# Nothing Personal (filme)

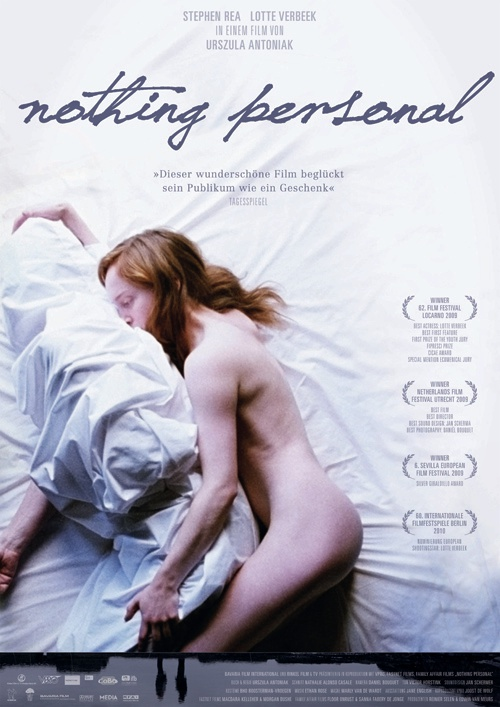
Nothing personal foi um filme com um elenco enorme escrito em inglês

Nothing Personal é um filme irlando-neerlandês de 2009 escrito e dirigido por Urszula Antoniak e estrelado por Lotte Verbeek no papel principal.

## Elenco
|  | Lotte Verbeek     | Anne                     |
|  | Stephen Rea       | Martin                   |
|  | Tom Charlfa       | Pai Picknick             |
|  | Ann Marie Horan   | Mãe Pocknick             |
|  | Fintan Halpenny   | Élder Son Picknick       |
|  | Sean McRonnel     | Filho mais novo Picknick |
|  | Paul Ronan        | Homem, car               |
|  | Fiona Kelly       | Feminino barman          |
|  | Aindrias De Staic | Jogador de Violino       |
|  | Petey Madigan     | Jogador Accordeon        |
|  | Jackie Coyne      | Sean Nos Dancer          |
|  | Wimie Wilhelm     | Landlady Holland         |
|  | Irene Sanchez     | Hotelclerk Espanha       |